# Amblypsilopus takamaka
Amblypsilopus takamaka är en tvåvingeart som beskrevs av Grichanov 2004. Amblypsilopus takamaka ingår i släktet Amblypsilopus och familjen styltflugor.
Artens utbredningsområde är Réunion. Inga underarter finns listade i Catalogue of Life.